# Андреевка (Диканьский район)
Андре́евка (укр. Андріївка) — село,
Андреевский сельский совет,
Диканьский район,
Полтавская область,
Украина.
Код КОАТУУ — 5321080401. Население по переписи 2001 года составляло 423 человека.
Является административным центром Андреевского сельского совета, в который, кроме того, входят сёла
Борисовка,
Кучеровка,
Ландари,
Сохацкая Балка,
Шиловка и
Ивашковка.

## Географическое положение
Село Андреевка находится на правом берегу реки Средняя Говтва,
выше по течению на расстоянии в 0,5 км расположено исчезнувшее село Ивашковка,
ниже по течению на расстоянии в 4 км расположено село Надежда,
на противоположном берегу — сёла Кучеровка и Кишеньцы.
Река в этом месте пересыхает, по селу протекает пересыхающий ручей Гараганка с запрудой.
Рядом проходит автомобильная дорога Т-1721.

## История
- 1814 — дата основания как села Богинщина.
- 1844 — переименовано в село Андреевка.

## Экономика
- ООО «Андреевка».

## Объекты социальной сферы
- Школа І—ІІ ст.